# Oreopanax divulsus
Oreopanax divulsus är en araliaväxtart som beskrevs av Élie Marchal. Oreopanax divulsus ingår i släktet Oreopanax och familjen Araliaceae. Inga underarter finns listade.